# Мускетти, Энди
Андре́с (Э́нди) Муске́тти (исп. Andrés "Andy" Muschietti; род. 26 августа 1973, Буэнос-Айрес, Аргентина) — аргентинский кинорежиссёр и сценарист. Наиболее известен по своим фильмам «Мама», «Оно», «Оно 2» и «Флэш».

## Биография
Родился 26 августа 1973 года в Буэнос-Айресе. У него есть сестра Барбара, ныне работающая кинопродюсером. Семья Мускетти итальянского происхождения.
В кино дебютировал в 1995 году, как режиссёр — в 1999-м.
В 2013 году американские киностудии Toma 78 и De Milo Productions пригласили Мускетти для полнометражной экранизации его же одноимённой короткометражки 2008 года «Мама». Главные роли в фильме исполнили Джессика Честейн и Николай Костер-Вальдау. При бюджете в 15 миллионов долларов хоррор Энди собрал в мировом прокате свыше ста сорока пяти.
В сентябре 2013 года он был назначен режиссёром перезапуска франшизы «Мумия», но уже в мае следующего года был вынужден покинуть проект из-за творческих разногласий c Джоном Спэйтсом.
Осенью 2017 года на мировые экраны вышел фильм «Оно», экранизация одноимённого романа писателя Стивена Кинга. Сам Мускетти объявил, что готов работать и над сиквелом.

## Фильмография

### Короткометражные фильмы
| Год  | Название                 | Режиссёр | Сценарист | Примечания                          |
| ---- | ------------------------ | -------- | --------- | ----------------------------------- |
| 1999 | Ностальгия за столиком 8 | Да       | Да        | сегмент фильма «Короткие истории 3» |
| 2008 | Мама                     | Да       | Да        |                                     |

### Полнометражные фильмы
Режиссёр
- Мама (2013) (также сценарист)
- Оно (2017)
- Оно 2 (2019)
- Флэш (2023)
- Отважный и смелый (TBA)

Исполнительный продюсер
- Электрический штат (2024)

Актёр
| Год  | Название   | Роль                     |
| ---- | ---------- | ------------------------ |
| 2000 | Ночь любви | переключающий            |
| 2019 | Оно 2      | покупатель в аптеке      |
| 2023 | Флэш       | репортёр с хот-догом     |
| 2024 | Музыка     | уличный музыкант в метро |

Прочие работы
| Год  | Название        | Должность                       |
| ---- | --------------- | ------------------------------- |
| 1995 | Фотографии души | ассистент режиссёра             |
| 1996 | Мёбиус          | PR-менеджер                     |
| 1996 | Эвита           | ассистент по созданию декораций |
| 2000 | Ночь любви      | второй ассистент режиссёра      |

### Сериалы
| Год       | Название                      | Режиссёр | Исполнительный продюсер | Примечания |
| --------- | ----------------------------- | -------- | ----------------------- | ---------- |
| 2020—2022 | Лок и ключ                    | Нет      | Да                      |            |
| 2025      | Оно: Добро пожаловать в Дерри | Да       | Да                      | 4 серии    |

## Награды
Ностальгия 8 (1999)
Международный фестиваль латиноамериканского кино в Биаррице (2000):
- Лучший короткометражный фильм

Международный кинофестиваль в Гаване (2000):
- Лучший короткометражный фильм

Мама (2008)
Фестиваль фантастических фильмов в  Молинс-де-Рей (2009):
- Приз жюри за лучший короткометражный фильм

Мама (2013)
Кинофестиваль в Жерармере (2013):
- Приз зрительских симпатий
- Гран-при '
- Гран-при молодёжного жюри

Фантаспорту (2013):
- Лучший фильм
- Лучший режиссёр

Международный кинофестиваль в Палм-Спрингс (2013):
- Лучший режиссёр